# Санта Тецла (Перуђа)
Санта Тецла је насеље у Италији у округу Перуђа, региону Умбрија.
Према процени из 2011. у насељу је живело 88 становника. Насеље се налази на надморској висини од 221 м.